# Бекешчаба 1912
«Бекешчаба 1912» (венг. Békéscsaba 1912 Előre) — венгерский футбольный клуб из Бекешчабы.

## История
Основан в 1912 году как Békéscsabai Előre Munkás Testedző Egyesület. С 1948 — Békéscsabai Előre SC, с 1970 — Békéscsabai Előre Spartacus SC, с 1991 — Békéscsabai Előre FC, с 2005 — Békéscsaba 1912 Előre SE.
В 1988 клуб выиграл Кубок Венгрии. В розыгрыше Кубка обладателей кубков 1988/89 в предварительном раунде обыграл норвежский «Брюне» 3:0, 1:2, в 1/16 проиграл турецкому «Сакарьяспору» 0:2, 1:0. В Кубке Интертото 1995 занял 4 место в группе 4. В чемпионате Венгрии 1993/94 занял 3 место, в розыгрыше Кубка УЕФА 1994/95 в 1/64 выиграл у македонского «Вардара» 1:1, 1:0, в 1/32 проиграл российскому «Текстильщику» 1:6, 1:0.